# Vliegopleiding
Een vliegopleiding is een opleiding tot het behalen van een vliegbrevet.

## Nederland
De Joint Aviation Regulations, Flight Crew Licensing (JAR-FCL) organiseren de vliegopleiding. Er kunnen geïntegreerde opleidingen gevolgd worden (om direct tot verkeersvlieger te worden opgeleid) of modulaire opleidingen. De onderwerpen in zowel de modulaire als geïntegreerde opleidingen komen echter wel overeen. 

### Nederlandse vliegbrevetten
Hieronder een overzicht van de verschillende brevettypen:
- GPL: glider pilot licence – zweefvlieger (Nederlands)
- RPL: recreational pilot licence – sportvlieger (Nederlands)
- PPL: private pilot licence – privévlieger (EASA en/of FAA)
- CPL: commercial pilot licence – beroepsvlieger (EASA en/of FAA)
- ATPL: airline transport pilot licence – verkeersvlieger (EASA en/of FAA)

Met een RPL-brevet mag in principe alleen in Nederland worden gevlogen, met een PPL wereldwijd met vliegtuigen die zijn geregistreerd in landen die onder de EASA vallen. Hierbij mag enkel op zicht worden gevlogen onder visual flight rules (VFR) (dat wil zeggen meer dan 1500 meter zicht en vrij van bewolking), met een eenmotorig propellervliegtuig tot 2000 kg. Voor het behalen van een GPL, RPL of PPL is een minimumleeftijd van zestien jaar vereist. Echter is het ook mogelijk om het examen te halen indien men ouder is dan dertien jaar. Wel moet er dan een geregistreerde, gelegaliseerde toezichthouder bijgeschreven staan in het brevet. Dit houdt in dat de begeleider zelf een vliegbrevet moet hebben en daarnaast een additionele training voor het begeleiden van minderjarigen. Voor minderjarigen gelden diverse restricties. Voor het CPL en ATPL moet men voor aanvraag zestien jaar zijn en voor het behalen minimaal zeventien jaar.
Om 's nachts, in de wolken of met een zwaarder toestel te mogen vliegen moeten zogenaamde ratings worden behaald:
- IR: instrument rating (EASA en/of FAA) om op instrumenten te mogen vliegen (zonder zicht op de grond, bijvoorbeeld in de wolken)
- MEP: multi-engine piston (meermotorige vliegtuigen met zuigermotoren, propeller dus)
- MCC: multi-crew cooperation voor bijvoorbeeld vliegen met een Boeing 747

Voor een ATPL is de Instrument Rating natuurlijk verplicht. Voor grotere vliegtuigen is een "type rating" vereist. 
Voor een CPL is een IR niet verplicht. Een houder van een CPL zonder IR is bevoegd commercieel te vliegen onder zichtcondities (VFR).

### Bevoegdheden
Naast de brevetten en de ratings kent men ook bevoegdheden als aantekening op een brevet:
- RT: Radio Telephony (bevoegd om via radio met de luchtverkeersleiding te communiceren)
- FI: Flight Instructor (bevoegd om instructie te geven)

### Nederlandse vliegscholen
Niet alle scholen doen de geïntegreerde opleiding, en vrijwel allemaal bieden ze de modulaire opleiding aan. Bekende Nederlandse vliegscholen die beide opleidingen aanbieden zijn:
- AIS Flight Academy
- European Pilot Selection & Training
- KLM Flight Academy
- Transavia Airline Pilot Program (MPL brevet)

Voormalige Nederlandse vliegscholen zijn:
- Stella Aviation Academy
- Martinair Flight Academy
- Nationale Luchtvaartschool (nu: CAE Oxford Aviation Academy Amsterdam)

### Nederlandse luchtmacht
De Koninklijke Luchtmacht heeft een vliegopleiding, een kandidaat wordt opgeleid voor het Groot Militair brevet.